# Эдвард, герцог Эдинбургский
Принц Эдвард, герцог Эдинбургский (англ. The Prince Edward, Duke of Edinburgh, полное имя — Эдвард Энтони Ричард Луис; род. 10 марта 1964) — член Британской королевской семьи, третий сын и младший ребёнок королевы Великобритании Елизаветы II и её супруга принца Филиппа, герцога Эдинбургского. В линии наследования британского трона является 15-м, после своих старших братьев и их потомков.

## Биография
Эдвард родился 10 марта 1964 года и стал четвёртым и последним ребёнком королевы Елизаветы и принца Филиппа, герцога Эдинбургского. До него в семье родились Чарльз (с 2022 года король Карл III, 1948), Анна (1950) и Эндрю (1960).

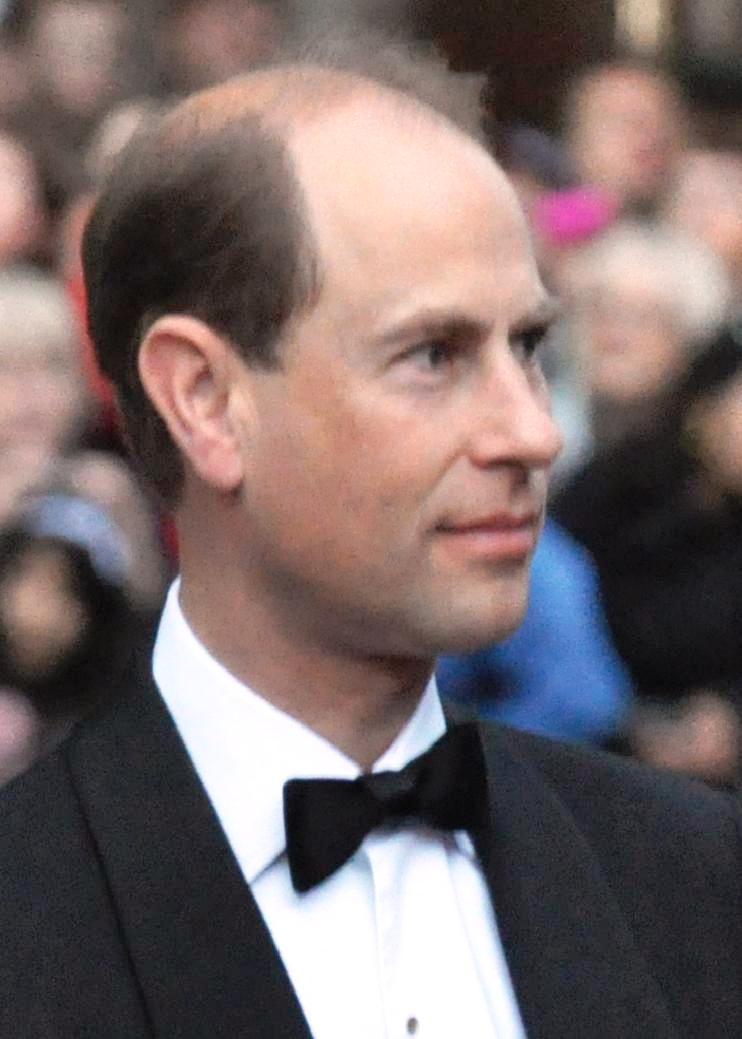
2010 год

В школе принц Эдвард не отличался образцовой успеваемостью. Несмотря на посредственные оценки в аттестате, он был принят в Кембриджский университет, где в 1986 году получил диплом по истории, а в 1991 — степень «магистра искусств».
Отказавшись от военной карьеры, Эдвард в течение нескольких лет работал в компаниях, занимающихся театральными постановками. В 1993 году он основал фирму «Ardent Productions», специализировавшуюся на производстве телевизионных фильмов. На фоне нестабильных деловых показателей принц в 2002 году покинул пост управляющего директора этой компании, сосредоточившись на своих обязанностях члена королевской семьи.
19 июня 1999 года принц Эдвард женился на сотруднице своей фирмы Софи Рис-Джонс. В отступление от традиции их свадьба состоялась не в Вестминстерском аббатстве, а в часовне святого Георгия в Виндзорском замке.
В день свадьбы принцу Эдварду был пожалован титул графа Уэссекского. Его супруга стала Её Королевским Высочеством графиней Уэссекской. Обычно дети царствующего монарха Великобритании при бракосочетании получают титул герцога. В данном случае было объявлено, что после кончины отца Эдуарду будет пожалован титул герцога Эдинбургского, а до тех пор он будет носить лишь графский титул.
При бракосочетании Букингемским дворцом было объявлено, что дети принца Эдварда будут рассматриваться как дети графа, не получат титулов принцев или принцесс и не будут именоваться королевскими высочествами.
В семье Эдварда и Софи родились двое детей:
- дочь Луиза Виндзор (Луиза Алиса Элизабет Мэри, 8 ноября 2003 года).
- сын Джеймс (Джеймс Александр Филипп Тео, 17 декабря 2007 года), носил после рождения титул учтивости «виконт Северн», а с 10 марта 2023 года, после получения отцом титула герцога Эдинбургского, стал именоваться «граф Уэссекский».

10 марта 2019 года, в день 55-летнего юбилея, Елизавета II удостоила своего сына нового титула для использования в Шотландии — графа Форфарского.
10 марта 2023 года король Карл III присвоил Эдварду титул герцога Эдинбургского. Он не является наследуемым и после смерти Эдварда может быть передан другому члену королевской семьи.
Джеймс занимает 16-е место в линии наследования британского престола, Луиза — 17-е.

## Личный герб и награды
Как член королевской семьи, имеет личный герб, основанный на гербе монарха Соединённого Королевства.

### Блазон
Четверочастный щит: в первом и четвёртом поле герб Англии — три золотых леопарда с лазоревым вооружением в червлёном поле, во втором поле герб Шотландии — в золотом поле с червлёной двойной внутренней каймой, проросшей лилиями червлёный восстающий лев с лазоревым вооружением, в третьем поле герб Ирландии — золотая арфа с серебряными струнами в лазоревом поле. Поверх щита серебряное титло о трёх концах обременённое розой Тюдоров.
Щит окружает лента ордена Подвязки.
Щитодержатели: справа — британский, коронованный открытой короной детей монарха, лев c серебряным титлом (как в щите) на шее; слева — шотландский единорог с короной детей монарха и серебряным титлом (как в щите) на шее.
Щит коронован короной детей монарха с шапкой пэра внутри.
Нашлемник: золотой, коронованный открытой короной детей монарха, леопард с серебряным титлом (как в щите) на шее, стоящий на короне детей монарха.

### Награды
| Страна         | Дата                      | Награда                                                                  | Награда                                                                  | Литеры |
| -------------- | ------------------------- | ------------------------------------------------------------------------ | ------------------------------------------------------------------------ | ------ |
| Великобритания | 6 февраля 1977            | Медаль Серебряного юбилея королевы Елизаветы II                          | Медаль Серебряного юбилея королевы Елизаветы II                          |        |
| Норвегия       | 1988                      | Кавалер Большого креста ордена Святого Олафа                             | Кавалер Большого креста ордена Святого Олафа                             |        |
| Новая Зеландия | 9 февраля 1990            | Памятная медаль Новой Зеландии 1990                                      | Памятная медаль Новой Зеландии 1990                                      |        |
| Бруней         | 5 октября 1992            | Медаль Серебряного юбилея султана Хассанала Болкиаха                     | Медаль Серебряного юбилея султана Хассанала Болкиаха                     |        |
| Нидерланды     | 2 февраля 2002            | Памятная медаль «Бракосочетание Виллема-Александра и Максимы Соррегьета» | Памятная медаль «Бракосочетание Виллема-Александра и Максимы Соррегьета» |        |
| Великобритания | 6 февраля 2002            | Медаль Золотого юбилея королевы Елизаветы II                             | Медаль Золотого юбилея королевы Елизаветы II                             |        |
| Саскачеван     | 11 мая 2005               | Почётный кавалер Саскачеванского ордена Заслуг                           | Почётный кавалер Саскачеванского ордена Заслуг                           |        |
| Саскачеван     | 27 мая 2005               | Памятная медаль Столетия Саскачевана                                     | Памятная медаль Столетия Саскачевана                                     |        |
| Англия         | 23 апреля 2006            | Рыцарь ордена Подвязки                                                   | Рыцарь ордена Подвязки                                                   | KG     |
| Швеция         | 19 июня 2010              | Медаль «Свадьба кронпринцессы Виктории и принца Даниэля»                 | Медаль «Свадьба кронпринцессы Виктории и принца Даниэля»                 |        |
| Великобритания | 10 марта 2011             | Рыцарь Большого креста                                                   | Королевского Викторианского ордена                                       | GCVO   |
| Великобритания | 2 июня 2003—10 марта 2011 | Рыцарь-командор                                                          | Королевского Викторианского ордена                                       | KCVO   |
| Великобритания | 10 марта 1989—2 июня 2003 | Командор                                                                 | Королевского Викторианского ордена                                       | CVO    |
| Великобритания | 6 февраля 2012            | Медаль Бриллиантового юбилея королевы Елизаветы II                       | Медаль Бриллиантового юбилея королевы Елизаветы II                       |        |
| Канада         | 29 октября 2015           | Отличие вооружённых сил Канады                                           | Отличие вооружённых сил Канады                                           | CD     |
| Бруней         | 5 октября 2017            | Медаль Золотого юбилея султана Хассанала Болкиаха                        | Медаль Золотого юбилея султана Хассанала Болкиаха                        |        |
| Великобритания | 6 февраля 2022            | Медаль Платинового юбилея королевы Елизаветы II                          | Медаль Платинового юбилея королевы Елизаветы II                          |        |
| Великобритания | 6 мая 2023                | Коронационная медаль Карла III                                           | Коронационная медаль Карла III                                           |        |
| Великобритания | 10 марта 2024             | Дополнительный рыцарь древнейшего и благороднейшего ордена Чертополоха   | Дополнительный рыцарь древнейшего и благороднейшего ордена Чертополоха   | KT     |
| Бахрейн        | 16 декабря 2024           | Кавалер специальной степени ордена Возрождения короля Хамада             | Кавалер специальной степени ордена Возрождения короля Хамада             |        |

## В культуре
Принц Эдвард стал одним из персонажей художественного фильма «Спенсер» (2021), где его роль исполнил Матиас Волковски. В историческом телесериале от Netflix «Корона» роль Эдварда исполнили Сидни Джексон (3 сезон), Энгус Имри (4 сезон), Сэм Вулф (5 сезон) и Себастиан Блант (6 сезон).